# Rififi internazionale
Rififi internazionale è un film del 1966, diretto da Denys de La Patellière, tratto dal romanzo Rififi sulla Senna di Auguste Le Breton.